# Greg LeMond
Gregory James LeMond, född 26 juni 1961 i Lakewood, Kalifornien, är en amerikansk före detta tävlingscyklist.

## Karriär
Greg LeMond drömde som barn om att bli den förste amerikanen att vinna Tour de France och världsmästerskapen. Tidigare var hans stora passion skidåkning, men som 13-åring började han cykla och visade genast stor talang.
1979 tog han guld i juniorvärldsmästerskapen och blev uttagen till det amerikanska laget inför de Olympiska sommarspelen 1980, men USA bojkottade arrangemanget och han fick därmed inte delta i spelen.
LeMond kom till Europa och under 1981 blev amerikanen professionell för stallet Renault-Elf-Gitane. Två år senare, 1983, vann han världsmästerskapens linjelopp som 22-åring.
I sitt första Tour de france 1984 slutade LeMond trea och vann den vita tröjan som bästa ungdomscyklist. Under Tour de France 1985 cyklade Greg LeMond i samma stall, La Vie Claire, som den franske stjärnan Bernard Hinault. Stallet sade åt LeMond att köra för Hinault. Trots att LeMond vid flera tillfällen såg starkare ut än fransmannen var det Hinault som vann tävlingen, för femte gången, med LeMond 1 minut och 42 sekunder efter på andra plats.
LeMond vann 1986 Tour de France som förste icke-europeiske cyklist. Bernhard Hinault, som cyklade för samma lag, lovade att han skulle cykla för LeMond, därför att LeMond hade hjälpt honom året innan. Men trots det låg Hinault fem minuter före amerikanen innan han började tappa tid på en etapp, och LeMond kunde då klä på sig den gula ledartröjan. På etappen uppför Alpe d'Huez korsade cyklisterna mållinjen tillsammans, men LeMond kände att Hinault egentligen hade kört för sig själv och att LeMond hade vunnit endast för att han var starkare än fransmannen.
LeMond segrade i Tour de France även 1989 och 1990.
På hösten 1986 råkade LeMond utför en jaktolycka som höll på att kosta honom livet när han oavsiktligt blev skjuten när han var ute och jagade med släktingar, och han tvingades avstå från 1987 och 1988 års upplaga av "Touren". 1989, då LeMond segrade över Laurent Fignon med tävlingens genom tiderna minsta segermarginal, åtta sekunder, hade han ännu 37 hagel kvar i kroppen efter jaktolyckan. 1989 vann han även världsmästerskapens linjelopp för andra gången.
Greg LeMond avslutade sin karriär 1994 och skyllde först på mitokondriell myopati för sina försämrade resultat sedan 1990. Senare, under 2007, berättade han att han inte trodde att han hade sjukdomen utan skyllde på överträning.
LeMond har fått cykelmärket LeMond uppkallat efter sig.

## Meriter
Tour de France
 Totalseger – 1986, 1989, 1990
 Kombinationstävlingen – 1985, 1986
 Ungdomstävlingen – 1984
5 etapper
Giro d'Italia, 1 etapp
 Världsmästerskapens linjelopp – 1983, 1989
Critérium du Dauphiné – 1983
Coors Classic – 1981, 1985
Tour DuPont – 1992

### Resultat i Grand Tours
| Grand Tour      | 1983 | 1984 | 1985 | 1986 | 1987 | 1988 | 1989 | 1990 | 1991 | 1992 | 1993 | 1994 |
| --------------- | ---- | ---- | ---- | ---- | ---- | ---- | ---- | ---- | ---- | ---- | ---- | ---- |
| Vuelta a España | X    | -    | -    | -    | -    | -    | -    | -    | -    | -    | -    | -    |
| Giro d'Italia   | -    | -    | 3    | 4    | -    | X    | 39   | 105  | X    | -    | X    | -    |
| Tour de France  | -    | 3    | 2    | 1    | -    | -    | 1    | 1    | 7    | X    | -    | X    |

X = Bröt loppet

## Stall
- Renault-Elf 1981–1984
- La Vie Claire 1985–1986
- Toshiba-Look 1987
- PDM-Concorde 1988
- AD Renting-Coors Light 1989
- Z 1990–1992
- GAN 1993–1994